# مراد أبو كشك
مراد أبو كشك، (من مواليد 11 أيار 1973) كان لاعب كرة قدم من عرب ال 48، لعب كظهير أيسر لهبوعيل بتاح تكفا، مكابي بتاح تكفا، مكابي يافا، هبوعيل طيبة وهبوعيل بيت شان.

## السّيرة الذّاتية
نشأ أبو كشك في قسم الشّباب في هبوعيل بتاح تكفا، وفي موسم 1991/1992 تمت ترقيته إلى الفريق الأول بالنّادي.
في 10 تموز 1991، ظهر أبو كشك لأول مرة في الفريق الأول، عندما دخل كبديل في الدّقيقة 59 في خسارة 7-3 أمام ساربروكن من ألمانيا في كأس إنترتوتو.
في 7 كانون الثّاني 1992، ظهر لأول مرة في الدّوري الممتاز، في الخسارة 1-2 أمام هبوعيل بئر السّبع في الجولة 12 من الدّوري.
في المجموع، خاض أبو كشك 16 مباراة بالدّوري بالنّادي. 
بعد مغادرة هبوعيل بتاح تكفا، لعب أبو كشك لثّلاثة مواسم في مكابي بتاح تكفا، ثُمَّ لعب في مكابي يافا وهبوعيل الطيبة وهبوعيل بيت شان.
في 12 تشرين ثاني 2019، قُتل أبو كشك في جلجولية بالرّصاص. وترك وراءه زوجة وسبعة أطفال. 